# وایشلیتس
وایشلیتس (به آلمانی: Weischlitz) یک شهر در آلمان است که در فوگتلاندکرایس واقع شده‌است. وایشلیتس ۵٬۹۸۵ نفر جمعیت دارد.